# Kráľovská jaskyňa
Kráľovská jaskyňa – niewielka (długość 17 m) jaskinia krasowa w Krasie Słowacko-Węgierskim na Słowacji.

## Położenie
Jaskinia znajduje się w Dolinie Zadzielskiej, w jej lewym (orograficznie) zboczu, u podnóża zachodniej ściany Płaskowyżu Zadzielskiego (słow. Zádielska planina). Leży w powiecie Koszyce-okolice, na terenie katastralnym wsi Zádiel.

## Geologia, morfologia
Jaskinia została wymodelowana w jasnych wapieniach triasowych należących do płaszczowiny silickiej, budujących oba zbocza doliny, działalnością wód Błotnego Potoku (słow. Blatný potok) w strefie lokalnych spękań warstw skalnych.

## Historia
Nazwa jaskini, a także położonego w pobliżu źródła (słow. Kráľovská studňa) związana jest z podaniem, jakoby miał się w niej ukrywać król węgierski Bela IV po przegranej bitwie z Tatarami nad rzeką Sajó w 1241 r. W rzeczywistości jaskinia była uczęszczana przez ludzi już w neolicie, potem w późnej epoce brązu była zamieszkana przez ludność kultury kyjatyckiej, następnie w czasach rzymskich oraz w średniowieczu. W 1953 r. G. Stibrányi i J. Bárta znaleźli w niej monetę Jana Kazimierza, wybitą w 1653 r., co powiązali z obecnością w pobliżu oddziałów z armii polskiej Jana III Sobieskiego, wracającej spod Wiednia.

## Ochrona przyrody
Jaskinia wraz z całą doliną jest objęta od 1954 r. rezerwatem przyrody Zádielska tiesňava. Obecnie leży na terenie Parku Narodowego Kras Słowacki.

## Turystyka
Wylot jaskini znajduje się w bezpośredniej bliskości drogi biegnącej dnem doliny i wiodącego nią szlaku turystycznego, jednak nie jest udostępniona do zwiedzania.